# Sinkaietk
Die Sinkaietk bzw. SinEqāie'tku oder Senq'aʔitkw („Volk vom Wasser, das nicht gefriert“, „Volk entlang des Unteren Okanogan River“) sind eine Gruppe der (in Kanada) als Okanagan und (in den USA) als Okanagon bezeichneten Stammesgruppe.
Die Okanagan selbst bezeichnen sich in ihrer Sprache – dem Colville-Okanagan bzw. Nsyilxcen (n̓səl̓xcin̓) („Sprache der Syilx, d. h. des Volkes“; Aussprache: “n-seel-ick-CHEEN”) als Syilx („Menschen“ bzw. „Volk“). Das Wort Syilx hat mehrere Wurzeln: Yil bezeichnet wörtlich das Fertigen eines Seils (also einer StammesEinheit) aus mehreren einzelnen Fasern (Personen), das x am Ende von Syilx hat einen fordernden Charakter, der immer wieder die Einheit des Volkes von den einzelnen Stammesmitgliedern verlangt.
Das traditionelle Gebiet der „Sinkaietk (Senq'aʔitkw)“ lag am Zusammenfluss von Columbia und Okanogan River sowie im Lower Okanagan River Valley, jedoch nachdem die Grenze zwischen Kanada und den Vereinigten Staaten 1846 durch den Oregon Treaty festgelegt wurde, übernahm Häuptling Tonasket die Führung der weiterhin südlich der neuen Grenze lebenden Okanagan Bands und wurde seitens der US-Amerikaner als Grand Chief der American Okanogan anerkannt, da die früher von Häuptling Nicola, der nördlich dieser Grenze lebte, gehaltene Führerschaft auf US-amerikanischem Gebiet vakant war. Bald unterschieden die Amerikaner zwischen den in der kanadischen Provinz British Columbia weiterhin nördlich der Grenze verbliebenen Okanagan Bands (nun als „Northern (Nördliche) Okanagon“ bezeichnet) und den sich neu organisierten Okanagan Bands im US-Bundesstaat Washington, die nun als „Lower (Untere) Okanagon“ bzw. als „Southern (Südliche) Okanagon“ bezeichnet wurden.
Die ursprünglichen vier Bands der „Sinkaietk (Senq'aʔitkw)“ und die „Inkamip (Inkami'p) Band“, die südlichste Band der nun „Northern (Nördlichen) Okanagon“, schlossen sich unter Häuptling Tonasket als eine der 12 historischen Stämme dem staatlich auf Bundesebene anerkannten Stamm (sog. federally tribe) der Confederated Tribes of the Colville Reservation im US-Bundesstaat Washington an.

## Kultur

### Binnen-Salish
Kulturell stehen sie den Plateau-Stämmen der Palouse und Nez Percé nahe und da sie zu den Binnen-Salish gehören, sind sie sprachlich und kulturell den Colville (auch Scheulpi, Chualpay oder Swhy-ayl-puh), Nespelem, Sanpoil, Sinixt (oft Lakes oder Arrow Lakes Band genannt, abgel. von den Arrow Lakes in British Columbia), Wenatchi, Chelan, Entiat, Methow und Sinkiuse-Columbia ähnlich.

### Gruppen oder Bands der Sinkaietk
- Kartar (skata'rEx – 'People living at a strip of brush' (Volk an einem Dickichtstreifen), benannt nach ihrer größten Wintersiedlung kata'rux, lebten in den Flusstälern vom Omak Lake bis zum Columbia River)[4]
- Konkonelp (sku'nqwunɫEp, benannt nach ihrer gleichnamigen größten Wintersiedlung (auch qō'nqōniɫp), besaßen Wintersiedlungen rund 5 km oberhalb von Malott bis zum Knie des Okanagan River bei Omak)
- Tukoratum (stEkora'tuk, auch als snEkekum'tci'naux – 'People at the mouth of the river' (Volk an Mündung des Flusses), abgel. von ihrem größten Wintersiedlung nEkEkum'tci'n, ihre Wintersiedlungen erstreckten sich zwischen Condon's Ferry am Columbia River und der Einmündung des Okanagan River bis 7 km oberhalb von Monse)
- Tonasket (benannt nach ihrem Häuptling Tonasket, früher als sqwauxōlō's bezeichnet, nach ihrer größten Wintersiedlung qwauxōlō's, hatten ihre Wintersiedlungen zwischen Riverside und Tonasket)
- Inkami'p ('People at the head of the lake' (Volk am Seeanfang), abgel. von ihrer gleichnamigen größten Wintersiedlung, südlichste Gruppe der Northern Okanogan, lebten direkt nördlich der Tonasket in Wintersiedlungen am Ostufer des Osoyoos Lake in British Columbia südwärts bis nach Tonasket)

## Geschichte
Wie für die meisten Binnen-Salish, so war die Jagd mit Pferden für die Sinkaietk seit dem 18. Jahrhundert prägend für ihre Kultur geworden. Sie ritten zur Bisonjagd in die Prärien. Die Gesamtzahl wird für 1780 auf rund tausend Stammesmitglieder geschätzt.
Nach der mündlichen Überlieferung kam es zu Auseinandersetzungen mit den benachbarten Sinkiuse und den Spokane. Das bestätigt der Bericht des Angestellten der Hudson’s Bay Company David Thompson, der einige von ihnen von einem Überfall auf die Sinkaietk abbrachte. Sein Kollege Alexander Ross, der sich im 1811 errichteten Fort Okanogan aufhielt, mokierte sich über die bei den Sinkaietk verbreitete Polygamie.
Im November 1838 trafen Sinkaietk und andere Gruppen mit katholischen Missionaren unter Führung von François Norbert Blanchet und Modest Demers in Colville zusammen. Um die gleiche Zeit trafen sie in Lapwai im Nordwesten von Idaho mit Reverend Henry Spalding vom American Board of Commissioners for Foreign Missions zusammen. Sie war als erste Auslandsmission der USA 1812 entstanden und hatte sich gegen die Vertreibung der Indianer aus den Gebieten östlich des Mississippi eingesetzt (vgl. Pfad der Tränen).
1846 teilten die USA und Großbritannien das Oregon-Territorium auf und zerschnitten damit das Stammesgebiet. Die im US-Gebiet verbleibende Gruppe führte Chief Tonasket. Der überwiegende Teil des Stammes blieb jedoch in Kanada. Heute existiert die Okanagan Nation Alliance, die die Stammesgruppen auf beiden Seiten der Grenze vertritt.
Die Sinkaietk beteiligten sich weder am Vertrag von Walla Walla noch beteiligten sie sich am Yakima-Krieg von 1855 bis 1856. Ihr Häuptling Walking Grizzly-bear hielt sie von einer Beteiligung ab, doch waren Sinkaietk beim Mord an sechs Goldgräbern beteiligt, der 1858 südlich des heutigen Tomasket stattfand. Im September kam es zu Kämpfen mit den Truppen von Colonel George Wright. 1870 schätzte man ihre Zahl nur noch auf 161 Menschen.
Nach Kriegsende setzte die US-Regierung den von den Sinkaietk nicht anerkannten Häuptling Moses ein, der die Moses Reservation führen sollte. Besonders brachte sie auf, dass er Abgaben von weißen Viehbesitzern verlangte, die ihr Vieh auf dem Land der Sinkaietk weiden ließen. Nach der Auflösung des Reservats im Jahr 1884 blieben einige Sinkaietk östlich des Okanogan River im ehemaligen Reservatsgebiet unter Führung des Häuptlings Tonasket. Eine andere Gruppe, die weniger gut mit der amerikanischen Verwaltung zurechtkam, zog in ein Gebiet westlich des Flusses.
Eine weitere Sinkaietk-Gruppe im Nicola Valley, das nach dem Okanagan-Oberhäuptling Nicola (auch als Nkwala oder N'kwala) (1780/1785 – ~1865) benannt worden ist, schloss sich der durch Nicola geformten Allianz zwischen der Scw'exmxcin-Dialektgruppe der Nlaka'pamux (auch als Swxexmx oder Nicola(s) bekannt), der Tk’emlúps Indian Band der Secwepemc sowie den Stu'wix (‘Fremde’ – den nun ausgestorbenen Nord-Athapaskisch-sprachigen Nicola oder Thompson River Athapasken) im Nicola Valley im Nordwesten des traditionellen Stammesgebiets und bezeichnet sich als Spaxomin (auch Spahomin). Heute bilden sie zusammen mit Nachfahren der Swxexmx und Stu'wix die Upper Nicola Band und sind politisch mit anderen First Nations/Bands der Scw'exmxcin-Dialektgruppe in der Nicola Tribal Association (NTA) (bis 1988 Nicola Valley Indian Administration, bis 1996 Nicola Valley Tribal Council, auch bekannt als Nicola Tribal Council) als auch mit anderen Okanagan First Nations/Bands in der Okanagan Nation Alliance (ONA) (auch Okanagan Nation Tribal Council) organisiert. Heute zählen sie 866 Stammesmitglieder und bewohnen ca. 16 km² umfassende acht Reservate rund um zwei größere Siedlungen – Douglas Lake (‘Spaxomin’) und Nicola Lake (‘Quilchena’)-, ihr Verwaltungssitz befindet sich ca. 45 km östlich von Merritt sowie 90 km südlich von Kamloops im Nicola Valley.
1906 zählte man 348 Sinkaietk, 1959 waren es nur noch 91 „reine“ Sinkaietk im Reservat und 34 außerhalb. Heute sind die Sinkaietk stark mit den Stämmen der Colville Reservation vermischt.